# Шестипоясный броненосец
Шестипоясный броненосец (лат. Euphractus sexcinctus) — вид броненосца (эти животные получили своё название за роговой панцирь на теле). Встречается в Аргентине, Боливии, Бразилии, Уругвае, Парагвае и есть отдельные популяции в Суринаме. Его тело, как правило, желтоватого цвета, иногда тёмно- или светло красновато-коричневого цвета. Он принадлежит к монотипическому роду Euphractus.
Это одиночное наземное животное, встречается во многих биотопах, от тропических лесов до пастбищ, но в основном живёт на открытой местности, таких как саванна Серрадо. Он всеяден, питается различными растениями и животными. Логово устраивает в норе. В отличие от большинства видов броненосцев, ведёт в основном дневной образ жизни.

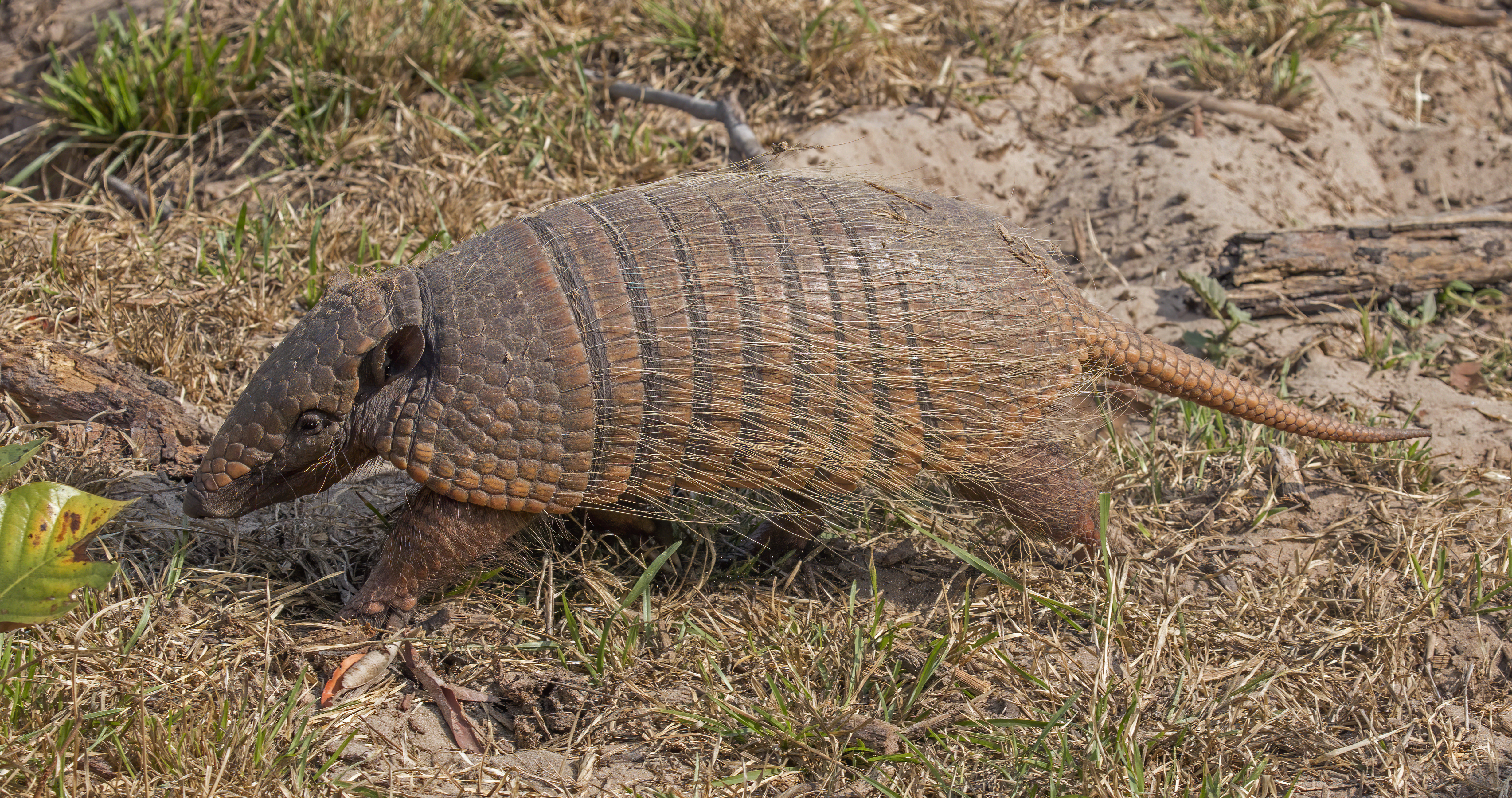
Шестипоясный броненосец в Пантанале, Бразилия